# کارتر ۱۰۶۸۳
سیارک ۱۰۶۸۳ (به انگلیسی: 10683 Carter، نامگذاری:1980LY) ده هزار و ششصد و هشتاد و سومین سیارک کشف شده‌است که در ۱۰ ژوئن ۱۹۸۰ کشف شد.
قدر مطلق سیارک برابر ۱۴٫۸۰ است.